# Mitsuru Komaeda
Mitsuru Komaeda (jap. 古前田 充, Komaeda Mitsuru; * 14. April 1950 in der Präfektur Iwate) ist ein ehemaliger japanischer Fußballspieler.

## Nationalmannschaft
1976 debütierte Komaeda für die japanische Fußballnationalmannschaft. Komaeda bestritt zwei Länderspiele und erzielte dabei zwei Tore.

## Errungene Titel
- Japan Soccer League: 1977, 1979, 1981
- Kaiserpokal: 1977, 1979

## Persönliche Auszeichnungen
- Japan Soccer League Best Eleven: 1976, 1977, 1979, 1980, 1981